# Besse (Dordogna)
Besse è un comune francese di 167 abitanti situato nel dipartimento della Dordogna nella regione della Nuova Aquitania.
l territorio comunale è bagnato dalle acque del fiume Lémance.

## Società

### Evoluzione demografica
Abitanti censiti